# Chicuma
Chicuma – miasto w Angoli, w prowincji Benguela.